# Maichewia praecox
Maichewia praecox är en insektsart som beskrevs av Rauno E. Linnavuori och Al-ne'amy 1983. Maichewia praecox ingår i släktet Maichewia och familjen dvärgstritar. Inga underarter finns listade i Catalogue of Life.